# Bom Jesus do Rio Preto
Bom Jesus do Rio Preto é um distrito do município brasileiro de Inhapim, no interior do estado de Minas Gerais. Segundo o censo demográfico de 2022, realizado pelo Instituto Brasileiro de Geografia e Estatística (IBGE), sua população era de 747 habitantes e havia 279 domicílios particulares permanentes ocupados. Possui área de 59,51 km² conforme a Fundação João Pinheiro (FJP). Foi criado pela lei municipal nº 1.329 de 9 de dezembro de 1994.
De acordo com o IBGE, em 2010 a população era de 1 518 habitantes e havia 594 domicílios particulares.